# Blakeslea trispora
Blakeslea trispora är en svampart som beskrevs av Thaxt. 1914. Blakeslea trispora ingår i släktet Blakeslea och familjen Choanephoraceae.   Inga underarter finns listade i Catalogue of Life.